# Hymenocallis howardii
Hymenocallis howardii är en amaryllisväxtart som beskrevs av Bauml. Hymenocallis howardii ingår i släktet Hymenocallis och familjen amaryllisväxter. Inga underarter finns listade i Catalogue of Life.